# 라우타로 (칠레)
라우타로(스페인어: Lautaro)는 칠레 아라우카니아 주 카우틴 현의 코무나이다.